# Dictyodothis berberidis
Dictyodothis berberidis är en svampart som först beskrevs av Rehm, och fick sitt nu gällande namn av Theiss. & Syd. 1915. Dictyodothis berberidis ingår i släktet Dictyodothis och familjen Dothideaceae.   Inga underarter finns listade i Catalogue of Life.